# CC Jistebník
CC Jistebník byl český futsalový klub z Jistebníka. Klub byl založen v roce 1992. Ve stejném roce přešli do klubu hráči zaniklého Jindřichu Ostrava díky čemu klubu připadla i následná licence na krajskou ligu. Krajskou ligu klub vyhrál suverénním způsobem a postoupil tak do kvalifikace o 1. ligu. I tu vyhrál s přehledem a pro sezónu 1993/94 si tak klub zajistil první ligu. V první lize se klub ihned umisťoval na nejvyšších místech, prvního titulu se však dočkal až v sezóně 2001/02 pod vedením Petra Huděce. V průběhu následujících sezón se klub stal nejúspěšnějším klubem v historických tabulkách české nejvyšší soutěže. Od posledního titulu v sezóně 2005/06 ovšem začal klub výsledkově stagnovat. Finanční problémy v Moravskoslezském kraji dokonce zapříčinily, že v roce 2009 byl do klubu sloučen krajský rival z ostravské Mikesky.
Ani sloučení odvěkých rivalů nedokázalo klub dostatečně stabilizovat, aby se mohl pokusit o boj o příčky nejvyšší. V roce 2011 se klub dokonce po 18 sezónách odhlásil z 1. celostátní ligy. Klub se ještě stačil přihlásit do Divize (třetí nejvyšší soutěž), aby byl aspoň na dostřel opětovnému postupu. Ovšem po jedné sezóně v Divizi se ukázalo, že to byla definitivně poslední klubová sezóna v historii.

## Získané trofeje
- 1. česká futsalová liga ( 2x )
  - 2001/02, 2005/06
- Pohár FAČR ( 3x )
  - 1996, 2000, 2001

## Vývoj názvů klubu
Zdroj:
- 1992 – SK Cigi Caga Jistebník (Sportovní klub Cigi Caga Jistebník)
- 1996 – CC LKW Jistebník (Cigi Caga LKW Jistebník)
- 1997 – SK Cigi Caga Jistebník (Sportovní klub Cigi Caga Jistebník)
- 2005 – CC LKW Jistebník (Cigi Caga LKW Jistebník)
- 2006 – CC R.Mroček LKW Jistebník (Cigi Caga R.Mroček LKW Jistebník)
- 2008 – CC Satum Czech Jistebník (Cigi Caga Satum Czech Jistebník)
- 2009 – CCM Satum Czech Jistebník (Cigi Caga Mikeska Satum Czech Jistebník)
- 2010 – CC Jistebník (Cigi Caga Jistebník)

## Umístění v jednotlivých sezonách
Zdroj:
Legenda: Z – zápasy, V – výhry, R – remízy, P – porážky, VG – vstřelené góly, OG – obdržené góly, +/− – rozdíl skóre, B – body, červené podbarvení – sestup, zelené podbarvení – postup, světle fialové podbarvení – přesun do jiné soutěže
| Česko (1993–2012) |                     |        |    |    |   |    |     |    |      |    |       |             |
| Sezóny            | Liga                | Úroveň | Z  | V  | R | P  | VG  | OG | +/−  | B  | P. ZČ | Play-off    |
| 1993/94           | 1. celostátní liga  | 1      | 30 | 16 | 4 | 10 | 114 | 77 | +37  | 36 | 5.    |             |
| 1994/95           | 1. celostátní liga  | 1      | 30 | 22 | 1 | 7  | 130 | 52 | +78  | 67 | 4.    |             |
| 1995/96           | 1. celostátní liga  | 1      | 30 | 21 | 2 | 7  | 133 | 91 | +42  | 65 | 2.    |             |
| 1996/97           | 1. celostátní liga  | 1      | 30 | 25 | 1 | 4  | 183 | 60 | +123 | 76 | 2.    |             |
| 1997/98           | 1. celostátní liga  | 1      | 30 | 22 | 3 | 5  | 162 | 66 | +96  | 69 | 3.    |             |
| 1998/99           | 1. celostátní liga  | 1      | 30 | 18 | 5 | 7  | 149 | 76 | +73  | 59 | 4.    |             |
| 1999/00           | 1. celostátní liga  | 1      | 26 | 21 | 2 | 3  | 135 | 68 | +67  | 65 | 1.    | Semifinále  |
| 2000/01           | 1. celostátní liga  | 1      | 26 | 18 | 3 | 5  | 108 | 50 | +58  | 57 | 3.    | Semifinále  |
| 2001/02           | 1. celostátní liga  | 1      | 26 | 16 | 3 | 7  | 114 | 62 | +52  | 51 | 2.    | Vítěz       |
| 2002/03           | 1. celostátní liga  | 1      | 22 | 8  | 4 | 10 | 85  | 75 | +10  | 31 | 7.    | Čtvrtfinále |
| 2003/04           | 1. celostátní liga  | 1      | 22 | 13 | 3 | 6  | 79  | 55 | +24  | 42 | 3.    | Finále      |
| 2004/05           | 1. celostátní liga  | 1      | 22 | 12 | 3 | 7  | 101 | 70 | +31  | 39 | 3.    | Semifinále  |
| 2005/06           | 1. celostátní liga  | 1      | 22 | 16 | 1 | 5  | 105 | 50 | +55  | 49 | 1.    | Vítěz       |
| 2006/07           | 1. celostátní liga  | 1      | 22 | 18 | 3 | 1  | 106 | 56 | +50  | 57 | 1.    | Finále      |
| 2007/08           | 1. celostátní liga  | 1      | 22 | 10 | 2 | 10 | 87  | 68 | +19  | 32 | 6.    | Semifinále  |
| 2008/09           | 1. celostátní liga  | 1      | 22 | 7  | 3 | 12 | 60  | 69 | −9   | 24 | 9.    |             |
| 2009/10           | 1. celostátní liga  | 1      | 22 | 8  | 3 | 11 | 65  | 67 | −2   | 27 | 6.    | Čtvrtfinále |
| 2010/11           | Jetbull futsal liga | 1      | 22 | 7  | 5 | 10 | 65  | 99 | −34  | 26 | 9.    |             |
| 2011/12           | Divize F            | 3      | 14 | 9  | 1 | 4  | 70  | 42 | +28  | 28 | 2.    |             |

## Účast v evropských pohárech
| Ročník  | Soutěž                | Kolo                   | Klub                | Výsledek |
| ------- | --------------------- | ---------------------- | ------------------- | -------- |
| 2002/03 | Pohár UEFA ve futsalu | 1. předkolo – sk. G    | MNK Split           | 1:4      |
| 2002/03 | Pohár UEFA ve futsalu | 1. předkolo – sk. G    | FCK De Hommel       | 5:4      |
| 2006/07 | Pohár UEFA ve futsalu | Hlavní skupina – sk. A | Iberia Star Tbilisi | 3:2      |
| 2006/07 | Pohár UEFA ve futsalu | Hlavní skupina – sk. A | Nafta Mazeikiai     | 3:1      |
| 2006/07 | Pohár UEFA ve futsalu | Hlavní skupina – sk. A | FK Dorožnik Minsk   | 0:3      |
| 2006/07 | Pohár UEFA ve futsalu | Elitní skupina – sk. B | Boomerang Interviú  | 0:3      |
| 2006/07 | Pohár UEFA ve futsalu | Elitní skupina – sk. B | Arzignano Calcio    | 2:3      |
| 2006/07 | Pohár UEFA ve futsalu | Elitní skupina – sk. B | MNK Split           | 1:5      |